# تارة لين أونيل (ممثلة)
تارة لين أونيل (بالإنجليزية: Tara Lynne O'Neill)‏ هي ممثلة بريطانية، ولدت في 16 نوفمبر 1975 في بلفاست في المملكة المتحدة.

## وصلات خارجية
- تارة لين أونيل على موقع IMDb (الإنجليزية)
- تارة لين أونيل على موقع قاعدة بيانات الفيلم (الإنجليزية)